# 山本浩一
山本 浩一（やまもと こういち、1971年（昭和46年）6月30日 - ）は、山形放送（YBC）のアナウンサー。

## 略歴・人物
埼玉県狭山市出身。法政大学卒業後、1995年にYBC入社。既婚。
YBCのスポーツ実況のエースであり、YBCのスポーツ中継の多くは、山本が実況を務めている。特に、全国高等学校サッカー選手権大会では、山形県勢の対戦に限らず、全国各県向け放送の実況を担当することがある。

## 現在の担当番組
（出典：）
テレビ
- YBCニュース
- ピヨ卵ワイド
- スポーツ中継

ラジオ
- ゲツキンラジオ ぱんぱかぱーん（水曜日）
- ウィークエンドスクランブル
- ラジオで詰将棋
- スポーツ中継

## 過去の担当番組
テレビ
- ネットワーク・7
- ピヨ卵ワイド430
- やまがた発!旅の見聞録
- YBC Newsリアルタイム
- YBC news every.
- やまがたサンデー5

ラジオ
- グッとモーニン!!
- ダイハツ 朝のドライブミニマップ
- 山ちゃんの朝らじお
- YBCターミナルミュージック土曜だーい好き
- YBCハッピーロード